# Compagnie franco-texane
La Compagnie franco-texane ou Compagnie franco-texienne, était un projet du mouvement fouriériste reposant sur l'émigration de familles françaises au Texas.

## Histoire
Le 25 septembre 1839, la France est le premier pays à reconnaitre officiellement la république du Texas, qui ne deviendra que sept ans plus tard un État des États-Unis. La même année, le fouriériste Pellegrini obtient un important don de terres de cette nouvelle république du Texas, et rallie 200 familles françaises autour d’un projet de colonisation. Mais le groupe ne parvient pas à se mettre d’accord sur un projet de statuts, et se disperse.
La Compagnie franco-texienne renait un peu plus tard, sous la forme du projet de deux français, Jean Pierre Hippolyte Basterrèche et Pierre François de Lassaul. Il prévoit l'installation de 8000 français au Texas. Le projet de loi prévoit aussi la construction et l’entretien de vingt forts militaires pendant vingt ans. Soutenu par Sam Houston, il est approuvé par la Chambre des députés texans mais n'aboutit finalement pas au Sénat.
Le projet débouchera cependant sur la création de Castroville (Texas), quelques années plus tard. Son promoteur, Henri Castro arrive à Washington en décembre 1841, pour y rencontrer les officiels américains. Entre-temps, un emprunt de sept millions de dollars (37 millions de francs de l'époque), doit être émis par le gouvernement du Texas. Il est proposé dès 1836. Le vicomte de Carmayel qui doit suivre attentivement l'action entreprise par le Texas pour demander son rattachement aux États-Unis s'entremet. En 1838, il retourne en France, a des relations d'affaires avec le banquier parisien Jacques Laffitte. 
Dans sa notice publicitaire de mars-avril 1841, Laffitte explique que « l'emprunt du Texas se présente dans des conditions exceptionnelles ». Mais le 14 mai, on apprend pourtant qu'il ne sera finalement pas émis. Du 18 avril au 14 mai, des articles de presse négatifs ont pour conséquence que la Caisse Laffitte refuse d'émettre l'emprunt du Texas.
En 1855, la compagnie renait sous une autre forme : La Réunion (phalanstère) est fondée par Victor Considerant et Julien Reverchon, à Dallas, dont la population atteint 678 habitants en 1860, y compris 97 Afro-américains apportés par des colons d'Alabama et de Géorgie. En 1876, une Franco-Texan Land Company est formée à Dallas par les porteurs d'obligations de la Memphis, El Paso, and Pacific Railroad, ruinée 9 ans après sa création en 1867, pour accueillir 89 émigrants français et 200 russes mémonites.